# Brachynemurus exiguus
Brachynemurus exiguus is een insect uit de familie van de mierenleeuwen (Myrmeleontidae), die tot de orde netvleugeligen (Neuroptera) behoort. 
Brachynemurus exiguus is voor het eerst wetenschappelijk beschreven door Navás in 1920.